# スパ・マリーナ熱海
スパ・マリーナ熱海（スパマリーナあたみ）とは、静岡県熱海市渚町の親水公園に併設されているマリーナ。海の駅（あたみ海の駅）認定。
定休日である毎週火曜日と、荒天時・メンテナンス時は閉鎖。
管理者は第三セクターの株式会社スパ・マリーナ熱海であり、熱海遊覧船サンレモや、渚デッキ上のオープンカフェであるサンレモカフェの運営も併せて行なっている。
また、南熱海（小山地区）においても、小山臨海公園と熱海マリーナに隣接した場所で、スパ・マリーナ熱海アネックス（南熱海マリンヤード）と、併設カフェであるサンレモ・ソラーレを運営している。

## 概要
親水公園第1工区（スカイデッキ）が完成した1997年（平成9年）の翌年、1998年（平成10年）８月10日にスパ・マリーナ熱海が発足。親水公園の工事進捗と連動しながら、桟橋の整備とマリーナの管理運営、イベントの企画運営などを行う。
2011年（平成23年）には、熱海港埋立地で発着していた熱海遊覧船が第3桟橋に発着場を移し、2014年（平成26年）には直営事業の熱海遊覧船サンレモとして遊覧船事業を再出発させる。
2016年（平成28年）にサンレモカフェ営業開始。2018年（平成30年）には、小型のサンレモピッコラを運用開始。
2020年（令和2年）からは南熱海にも進出し、スパ・マリーナ熱海アネックス（南熱海マリンヤード）と、併設カフェであるサンレモ・ソラーレの運営を開始した。

## 構成
- 第1桟橋 - 親水公園第1工区（スカイデッキ）に付設されている桟橋。係留能力46隻、ブイ係留10隻[2]。
- 第2桟橋 - 親水公園第2工区（レインボーデッキ）に付設されている桟橋。係留能力32隻、ビジター8隻[2]。
- 第3桟橋 - 親水公園第3工区（渚デッキ）に付設されている桟橋。係留能力は大型5隻[2]。遊覧船の発着場を兼ねる。
- 熱海遊覧船サンレモ - 第3桟橋を発着場とする。
  - 熱海遊覧ボート・サンレモピッコラ - 第3桟橋を発着場とする。
- サンレモカフェ - 親水公園第3工区（渚デッキ）頂上付近で営業。

南熱海（アネックス）
- 南熱海マリンヤード - 小山臨海公園のE・Fテニスコートと、熱海マリーナの狭間。
  - サンレモ・ソラーレ - 敷地内の併設カフェ（レストラン）。

## 熱海遊覧船
元々はベルクルーズあたみ（日本海洋観光）という伊東市の事業者の熱海支部が、熱海港発着の熱海遊覧船ゆーみんアルファとして、2006年（平成18年）8月に営業を開始した。
2011年（平成23年）には発着場をマリーナの第3桟橋に移し、熱海遊覧船ゆーみんアルファ2、熱海遊覧船ゆーみんジャックと船を更新しながら事業を続けたが、2014年（平成26年）3月に営業を中止した。そして7月からスパ・マリーナ熱海が直営事業の熱海遊覧船サンレモとして、事業を再出発させることになった。
2018年（平成30年）4月からは、小型の遊覧ボートの運用も開始した。当初はサンレモピッコロ（Sanremo Piccolo）という名称だったが、12月頃からサンレモピッコラ（Sanremo Piccola）に改名している。

### 熱海遊覧船サンレモ
定員53名、全長15ｍ、海中展望室付きの遊覧船。
大人（中学生以上）1200円、小人（3歳以上）600円。
10:00〜15:40まで、40分毎に9便。遊覧時間約30分。
マリーナと同じく定休日は毎週火曜日、荒天時も中止。
出航10分前から乗船でき、その出航までの10分間の停泊中に撒き餌で湾内の魚を集め、海中展望室から観察できる仕組みになっている。航行中は魚を見ることはできない。
船内でカモメの餌（100円）が売っており、遊覧中に船外で餌やりができる。
コースは天候に応じて、
- 錦ヶ浦コース
- 相模湾コース（初島方面）
- ヨットハーバーコース（熱海サンビーチ方面）

の3つの内から選ばれる。

### サンレモピッコラ
定員11名の小型ボート。
大人（中学生以上）1600円、小人（3歳以上）800円。
9:50〜15:20まで、30分毎に11便。遊覧時間約20分。
マリーナと同じく定休日は毎週火曜日、荒天時も中止。
錦ヶ浦・曽我浦・赤根崎方面を周遊。

## 沿革
- 1997年（平成9年）3月 - 親水公園第1工区（スカイデッキ）完成[11]。
- 1998年（平成10年）８月10日 - スパ・マリーナ熱海が発足。
- 2000年（平成12年）3月 - 親水公園第2工区（レインボーデッキ）完成[11]。
- 2006年（平成18年）8月 - ベルクルーズあたみ（日本海洋観光）による熱海港埋立地発着の熱海遊覧船事業（熱海遊覧船ゆーみんアルファ）開始。
- 2009年（平成21年）4月 - 親水公園第3工区（渚デッキ）完成[11]。
- 2011年（平成23年）
  - 1月 - 熱海遊覧船ゆーみんアルファの発着場が現行の第3桟橋に変更。
  - 4月 - 熱海遊覧船ゆーみんアルファ2運用開始。
  - 12月 - 熱海遊覧船ゆーみんジャック運用開始。
- 2014年（平成26年）
  - 3月 - 熱海遊覧船ゆーみんジャック営業終了。
  - 7月 - マリーナ直営事業として熱海遊覧船サンレモ運用開始。
- 2016年（平成28年）7月21日 - オープンカフェ「サンレモカフェ」営業開始[4]。
- 2018年（平成30年）
  - 4月 - 小型の遊覧ボート・サンレモピッコロ（Sanremo Piccolo）運用開始。
  - 12月 - サンレモピッコラ（Sanremo Piccola）に改名。
- 2020年（令和2年）5月21日 - 南熱海でスパ・マリーナ熱海アネックス（南熱海マリンヤード）と、併設カフェ「サンレモ・ソラーレ」の運営開始[5]。